# Taibon Agordino
Taibon Agordino é uma comuna italiana da região do Vêneto, província de Belluno, com cerca de 1.772 habitantes. Estende-se por uma área de 89 km², tendo uma densidade populacional de 20 hab/km². Faz fronteira com Agordo, Alleghe, Canale d'Agordo, Cencenighe Agordino, Gosaldo, San Tomaso Agordino, Tonadico (TN), Voltago Agordino, Zoldo Alto.

## Demografia
| Variação demográfica do município entre 1861 e 2011                               |
|                                                                                   |
| Fonte: Istituto Nazionale di Statistica (ISTAT) - Elaboração gráfica da Wikipedia |